# Days of Jupiter
Days Of Jupiter är ett svenskt hårdrocksband som bildades av Jan Hilli och Jörgen Hellström (tidigare Trace of lords) tillsammans med trummisen Magnus Larsson (tidigare Destynation) som är originalmedlemmarna. Ett antal medlemmar har under åren bytts ut, och den nuvarande sättningen har funnits sedan 2013. Days Of Jupiter signades av Pantherfarm (Ninetone records) 2012. Bandets debut singel Bleed gavs ut 2012 och debutplattan Secrets brought to life, producerad av Patrik Frisk (Ninetone records), kom kort därefter.
Bandet har spelat på flera festivaler i Sverige, bland annat Sweden Rock Festival, Nordic Rock, Rock out wild och Rock on the Docks. Deras musik har spelats bland annat på radiostationen Bandit Rock.
I april 2015 släpptes Only ashes remain på Ninetone Records.
28 april 2017 släpptes New Awakening via Metalville records och bandet begav sig ut på en Europaturné med spelningar i Tyskland, Belgien och Nederländerna. 
Days Of Jupiters fjärde platta "Panoptical" släpptes 26 oktober via Metalville Records och har fått strålande kritik både från fans och kritiker. 

## Medlemmar
Nuvarande medlemmar
- Jan Hilli – sång
- Johnny Grenwald – gitarr
- Janne Karlsson – bas
- Magnus Larsson – trummor
- Marcus Lindman – gitarr

Tidigare medlemmar
- Daniel Nieman – gitarr
- Jörgen Hellström - Gitarr
- John Vigebo – bas
- Christofer Sjöström – gitarr
- Joakim Grundström – gitarr
- Magnus Ödling – gitarr

## Diskografi
Singlar
- "Bleed" (2012)[2]
- "Last One Alive" (2015)
- "Awakening" (2017)
- "Why" (2018)

Studioalbum
- Secrets Brought to Life (2012)[3]
- Only Ashes Remain (2015)
- New Awakening (2017)
- Panoptical (2018)

### Fotnoter
1. ↑  Secrets brought to life
2. ↑  Bleed på Spotify
3. ↑  Secrets brought to life på Spotify